# Rapanea chathamica
Rapanea chathamica là một loài thực vật có hoa trong họ Anh thảo. Loài này được (F. Muell.) W.R.B. Oliv. miêu tả khoa học đầu tiên năm 1951.